# Chuyển giới nam

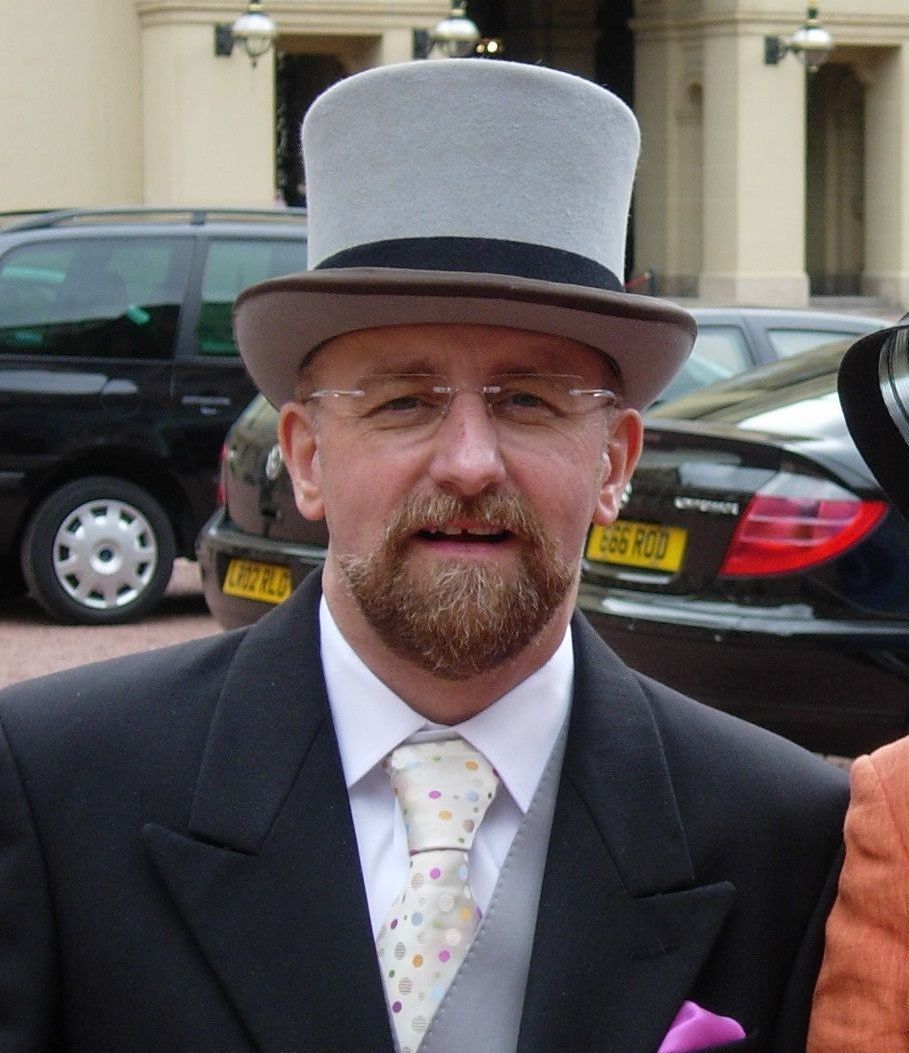
Nhà hoạt động nhân quyền Stephen Whittle (OBE) là một người chuyển giới nam

Chuyển giới nam (tiếng Anh: trans man) là thuật ngữ chỉ một người là đàn ông nhưng khi sinh ra họ được xác định giới tính là nữ. Nhiều người chuyển giới như vậy chọn giải pháp phẫu thuật hoặc tiêm hormone (xem liệu pháp chuyển giới) để thay đổi ngoại hình cho phù hợp với bản dạng giới của họ, cũng như giảm bớt những lo âu về giới tính.

## Thuật ngữ
Thuật ngữ "người chuyển giới" được sử dụng như một dạng viết tắt của một trong hai danh tính.
 Điều này thường được gọi là giữa nữ với nam (FTM hoặc F2M, tiếng Anh đầy đủ là female-to-male). Người chuyển giới nam  là một thuật ngữ chung có thể bao gồm bất kỳ ai được chỉ định là nữ khi mới sinh (AFAB), nhưng được xác định là nam. Ví dụ, một số người đồng tính nam, lưỡng giới và đồng giới có thể xác định là chuyển giới. Vì chuyển giới là một thuật ngữ thượng vị và hạ vị, nó có thể không chính xác và không phải lúc nào cũng mô tả danh tính và kinh nghiệm cụ thể. Transmasculine là một thuật ngữ chung, rộng hơn dành cho những người bị AFAB nhưng xác định gần với mặt nam tính (hoặc nam giới) hơn trong phổ giới tính.

## Quyền và sức khỏe
Người chuyển giới nam có thể bị phân biệt đối xử trong cồng đồng, hoặc là nạn nhân của các vụ tấn công tình dục. Năm 2016, tờ Bangkok Post đã chỉ ra hai vụ cưỡng bức như vậy ở Thái Lan, cũng như có một lượng người Thái nhất định đã từng nghe qua hoặc biết về những trường hợp như vậy trong cộng đồng nơi họ sinh sống.
Về phương diện sức khỏe, tùy từng trường hợp, người chuyển giới nam có thể có hoặc không có kinh nguyệt.